# 523954 Guman
A (523954) Guman kisbolygó Guman István magyar csillagászról lett elnevezve 2019 novemberében, századik születésnapja alkalmából. Érdekesség, hogy a kisbolygót Guman István 79. születésnapján fedezték fel, vagyis 1998. október 22-én.